# Werk 7
Das Werk7 Theater (Eigenschreibweise WERK7 theater) ist ein Musical-Theater der Eventfabrik München GmbH im Münchner Werksviertel-Mitte am Ostbahnhof im Stadtteil Berg am Laim. Zuvor wurde das Theater von der Stage Entertainment Group betrieben.
Das WERK7 theater hat seit 2021 wieder seine Türen geöffnet. Das Besondere ist die 180 Grad Bühne und der urbane Charme. Das Publikum läuft beim Betreten des Saals direkt über die Bühne und sind damit dem Bühnengeschehen selten so nah wie hier. Die Nähe zwischen Zuschauenden und Darstellerinnen und Darstellern sowie der intime Rahmen machen das Theatererlebnis einmalig.
Mit dem WERK7 theater wird kleinen Produktionen die Möglichkeit der Verwirklichung gegeben. Von Eigenproduktionen über Gastspiele, bis hin zu Workshops und Theaterstücken auf dem Gelände des Werksviertel-Mitte. Der Spielplan hält für jede Theaterliebhaberin und jeden Theaterliebhaber etwas bereit, denn das Programm ist breit gefächert mit Solostücken wie CAVEMAN und CAVEWOMAN, Multimedia Theater à la LONGJOHN und Off-Broadway-Musicals wie TITEL DER SHOW. Mit der ersten eigenen Veranstaltungsreihe „SoundWERK7“, entführt das Theater in verschiedene musikalische Welten – vom Musicalabend, über Klassik, bis hin zum Swing und Jazz der 20er Jahre. Ziel ist es Neues auszuprobieren und Neues zu erfahren.

## Gebäude
Im Jahr 2015 wurde beschlossen, die Kultfabrik abzureißen und das neue Werksviertel aufzubauen, darunter das Werk 7. Das ehemalige Kartoffellager (Werkshalle 7) von Pfanni wurde zwischen 2016 und 2018 in ein Theater umgebaut, welches eine Fläche von 1.500 m² umfasst und Platz für knapp 700 Besucher bietet. Am 18. Oktober 2017 feierte das Werk7 als eines der ersten Gebäude im Werksviertel Richtfest. Besonderheit des Theaters ist die 180-Grad-Bühne, die es den Darstellern ermöglicht, zu drei Seiten zu spielen. Der Umbau hat etwa sechs Millionen Euro gekostet.
Es war das erste Theater von Stage Entertainment in München und sollte von diesem Unternehmen bis 2028 gemietet werden. Am 27. Oktober 2019 wurde das Theater mit der Dernière von Die fabelhafte Welt der Amélie jedoch geschlossen. Es wird seither von der Eventfabrik München GmbH betrieben. Am 22. September feierte das Werk7 Theater seine Premiere mit dem Stück „John & Jen“. Seither wird es als Veranstaltungshalle genutzt.

## Aufführungen
Am 21. Januar 2018 wurde das Musical-Theater mit der Uraufführung des Musicals Fack ju Göhte – Das Musical von Simon Triebel, Nicolas Rebscher und Kevin Schroeder im Auftrag von Stage Entertainment Germany, basierend auf dem gleichnamigen Film, eröffnet.
| Premiere           | Dernière          | Musical                                           | Veranstalter        | Bühnenbild          | Anmerkungen                                       |
| ------------------ | ----------------- | ------------------------------------------------- | ------------------- | ------------------- | ------------------------------------------------- |
| 21. Januar 2018    | 9. September 2018 | Fack ju Göhte – Das Musical                       | Stage Entertainment | Turnhalle           | Uraufführung                                      |
| 14. Februar 2019   | 27. Oktober 2019  | Die fabelhafte Welt der Amélie                    | Stage Entertainment | Café                | Europa-Premiere                                   |
| 22. September 2021 | 1. Oktober 2021   | John & Jen                                        | Eventfabrik München | Bühne WERK7 theater |                                                   |
| 1. Dezember 2021   | 5. Februar 2022   | Jana & Janis – Sag einfach Jein                   | Eventfabrik München | Bühne WERK7 theater |                                                   |
| 24. Juni 2022      | 26. Juni 2022     | Peter Pan                                         | Sarré Musikprojekte | Bühne WERK7 theater |                                                   |
| 7. Januar 2023     |                   | Caveman                                           | Eventfabrik München | Bühne WERK7 theater |                                                   |
| 13. Januar 2023    |                   | SoundWERK7 mit The Sophisticated Orchestra        | Eventfabrik München | Bühne WERK7 theater |                                                   |
| 14. Januar 2023    |                   | Zweikampfhasen                                    | Eventfabrik München | Bühne WERK7 theater |                                                   |
| 18. Januar 2023    | 10. Februar 2023  | Ein später Gast                                   | Eventfabrik München | Bühne WERK7 theater |                                                   |
| 30. Januar 2023    | 31. Januar 2023   | Nach Europa                                       | Eventfabrik München | Bühne WERK7 theater |                                                   |
| 4. Februar 2023    |                   | Cavewoman                                         | Eventfabrik München | Bühne WERK7 theater |                                                   |
| 17. Februar 2023   | 19. Februar 2023  | Wir machen Musik                                  | Eventfabrik München | Bühne WERK7 theater |                                                   |
| 24. Februar 2023   |                   | Longjohn – Mann sein, das ist echt nicht einfach! | Eventfabrik München | Bühne WERK7 theater |                                                   |
| 4. März 2023       |                   | Cavequeen                                         | Eventfabrik München | Bühne WERK7 theater |                                                   |
| 7. März 2023       | 14. März 2023     | Minutemade                                        | Eventfabrik München | Bühne WERK7 theater | Kooperation mit dem Staatstheater am Gärtnerplatz |
| 17. März 2023      | 26. März 2023     | Jana & Janis – Sag einfach Jein!                  | Eventfabrik München | Bühne WERK7 theater |                                                   |
| 6. Mai 2023        |                   | SoundWERK7 Musical                                | Eventfabrik München | Bühne WERK7 theater | Teil von Die Lange Nacht der Musik                |
| 16. Mai 2023       |                   | Mama ohne Plan                                    | Eventfabrik München | Bühne WERK7 theater |                                                   |
| 18. Mai 2023       | 21. Mai 2023      | Ver:rückt                                         | Eventfabrik München | Bühne WERK7 theater |                                                   |
| 27. Mai 2023       | 29. Mai 2023      | Freeman Festival                                  | Eventfabrik München | Bühne WERK7 theater | Kooperation mit Pepe Arts                         |
| 1. Juli 2023       |                   | Sherlock Holmes – Der Meisterdetektiv             | Eventfabrik München | Bühne WERK7 theater |                                                   |